# Quel gran pezzo della Ubalda tutta nuda e tutta calda
Quel gran pezzo della Ubalda tutta nuda e tutta calda é um filme italiano de 1972, dirigido por Mariano Laurenti.

## Sinopse
De volta da guerra, Olimpio De'Pannocchieschi (Pippo Franco) volta à sua aldeia, onde Fiamma (Karin Schubert), a sua mulher o espera. Só que ela fez uma promessa de não se entregar ao marido antes de passarem quinze dias do seu retorno. Enquanto isso Olimpio deve fazer as pazes com o seu vizinho, o moleiro Mastro Oderisi (Umberto D'Orsi), que se casou com a bela Ubalda (Edwige Fenech). E Olimpio vai perder a cabeça por Ubalda e fazer tudo para a ter.

## Elenco
- Edwige Fenech: La Ubalda
- Pippo Franco: Olimpio de' Pannocchieschi
- Karin Schubert: Fiamma
- Umberto D'Orsi: Mastro Oderisi
- Pino Ferrara: frate manesco
- Gino Pagnani: Mastro Deodato
- Alberto Sorrentino: notaio Adone Bellezza
- Renato Malavasi: medico
- Dante Cleri: Cantarano Da Nola
- Gabriella Giorgelli: ragazza nel fienile